# فرودگاه لئا کاونتی–زیپ فرانکلین مموریال
فرودگاه لئا کاونتی-زیپ فرانکلین مموریال (به انگلیسی: Lea County-Zip Franklin Memorial Airport) یک فرودگاه همگانی است که یک باند فرود آسفالت دارد و طول باند آن ۱۸۲۹ متر است. این فرودگاه در کشور ایالات متحده آمریکا قرار دارد و در ارتفاع ۱۲۱۲٫۸ متری از سطح دریا واقع شده است.